# Acide hexatriacontylique
L'acide hexatriacontylique ou acide hexatriacontanoïque (nom systématique) est un acide gras saturé à très longue chaîne (C36:0) de formule chimique CH3(CH2)34COOH.